# 永田雅之
永田 雅之（ながた まさゆき）は、日本の映像ディレクター、CMディレクター、イベントプロデューサー。株式会社PLAN A代表取締役を務め、テレビ番組・TVCMのほか、プロモーション映像やイベント制作など行う。「あたみ着物まち歩き」をはじめとした熱海市のイベントにも携わる。福岡県久留米市出身、静岡県熱海市在住。

## 来歴

### 映像ディレクター
幼少期から映画に関心を持ち、特にスターウォーズに影響を受ける。大学卒業後テレビ番組制作会社に入社し、映像ディレクターとしてのキャリアをスタートさせる。
ゲームバラエティ番組のADを振り出しに、旅番組、ドキュメンタリー番組、情報番組を担当。TVCM制作など映像業界で経験を積むほか、日本全国の農畜産業、漁業に取材する経済番組をこなす。一方でアニメ・漫画・ゲーム関連の映像制作など、手がける分野は広範に及ぶ。

### 熱海の町おこしプランナー
移住した熱海の発展に寄与したいという思いが強く、クリエイターという背景を生かした様々なビジネス的提言を行っている。

熱海の街づくりを推進するイベント、2017年度「ATAMI2030会議」にて、創業支援プログラム99℃二期生としてMOA美術館能楽堂にて発表を行う。その中で『着物の街というブランディングをし、着物レンタルビジネスを発展させられないか』と着想し「あたみ着物まち歩き」を開催したと発言している。

## 活動

### イベントプロデューサー

#### 熱海怪獣映画祭
熱海市民の有志によって立ち上げられた第1回熱海怪獣映画祭の実行委員会に参加。第2回目の開催に向け同映画祭が一般社団法人の認可を受けた2019年4月、前回の実行委員長から代表を引き継ぎ、第4回まで同映画祭の代表を務めた。
2019年10月2日に静岡県庁で開いた会見では「映画で町全体を盛り上げて、熱海市への（観光客）誘致につなげられれば」とコメントした。

#### あたみ着物まち歩き
置屋の文化が残り、浴衣や着物姿の女性が目に付く熱海の街の活性化のために、熱海と着物をテーマにしたイベント「あたみ着物まち歩き」を手掛けている。
熱海駅前に集合し、女性が着物姿で駅前商店街を歩き、歴史ある元別荘である起雲閣を見学するなど、熱海の着物文化に根付いたイベントを行う。
熱海経済はまだインバウンド消費が弱いため、海外観光客にも訴求できるイベントにしていきたいと語っている。

#### 熱海を舞台とした映画製作
2020年より熱海を舞台とした映画を製作。プロデュース作品に『熱海モンスター』『温泉防衛バスダイバー』『カラカサ傘』がある。

### CMディレクター
- 全国米穀販売事業共済協同組合のキャラクター「おこめケン」のCMソング「おこめケンソング」のディレクター。
- マンガ・雑誌・ゲームを中心にCMを行っている。

### 映像ディレクター
2015年10月、現代美術家のショウジョノトモのファッションショーにて、映像ディレクターとして参加する。2023年夏完成予定の怪獣映画『忍獣大戦記ジャロン対ゴウラ』（林家しん平監督）では、撮影・編集・ドローン撮影などで参加。

## プライベート
趣味は、映画鑑賞と読書、神社巡り。
東京から熱海に移住した理由の一つとして、「良い犬の散歩コース」があったからというほどの愛犬家である。